# Eberhard Gienger
Eberhard Gienger (né le 21 juillet 1951 à Künzelsau) était un gymnaste ouest-allemand.

## Biographie
Inventeur du Gienger, mouvement de barre fixe consistant en un lâcher de barre dans un temps d'échappement, avec rattrapage de la barre.

## Palmarès

### Jeux olympiques
- Montréal 1976
  -  médaille de bronze à la barre fixe

### Championnats du monde
- Varna 1974
  -  médaille d'or à la barre fixe

- Strasbourg 1978
  -  médaille d'argent au cheval d'arçons
  -  médaille d'argent à la barre fixe

- Moscou 1981
  -  médaille d'argent à la barre fixe

### Championnats d'Europe
- Grenoble 1973
  -  médaille d'or à la barre fixe

- Berne 1975
  -  médaille d'or à la barre fixe
  -  médaille d'argent au concours général individuel
  -  médaille de bronze au cheval d'arçons

- Vilna 1977
  -  médaille d'argent aux barres parallèles

- Essen 1979
  -  médaille de bronze aux barres parallèles

- Rome 1981
  -  médaille d'or à la barre fixe
  -  médaille de bronze aux barres parallèles